# إسمانينغ
بَلْدَة إِسْمَآنينغٌ (بالأَلمانِيَّة: Gemeinde Ismaning) هي بَلدَة أَلمانِيَّة في مِنطَقَة مِيُونِخ التَّابِعة لِمُحافظة باڤارِيا العُليَا في وِلاَية باڤارِيا في جُمهُوريَّة أَلمَانيَا الاِتّحاديّة بمِساحة تُقَدَّر بحَوالَي 40 كم².
في 2016 كان تعداد سكانها 16.770 مواطن. وبالقرب من إِسمآنينغٌ هناك مؤسسة بث ضخمة تُدعي محطة بث إسمانك (Ismaning radio transmitter). يمر نهر سيباش (Seebach (Ismaning)) في منتصف المدينة حيث يضم العديد من الأنواع المختلفة من أسماك المياه العذبة.
إِسمآنينغٌ تستضيف مسابقة في التنس في أي تي بي تشالنجر تور (ATP Challenger Tour).

## أعلام
- هانس هوبر
- أوتو براون

## روابط خارجية
- الصّفحة الرّسميّة لِبَلدَة إِسْمَآنينغٌ (باللُّغَة الأَلمانِيَّة).
- - ويكيميديا

## مَراجع
1. ↑  "Alle politisch selbständigen Gemeinden mit ausgewählten Merkmalen am 31.12.2018 (4. Quartal)" (بالألمانية). Statistisches Bundesamt. Archived from the original on 2019-03-10. Retrieved 2019-03-10.
2. ↑  Alle politisch selbständigen Gemeinden mit ausgewählten Merkmalen am 31.12.2023 (بالألمانية), Statistisches Bundesamt, 28. Oktober 2024, QID:Q131220759, Archived from the original on 17 November 2024 {{استشهاد}}: تحقق من التاريخ في: |publication-date= (help)
3. ↑  GeoNames (بالإنجليزية), 2005, QID:Q830106